# Église Saint-Vincent-de-Paul de Toulon
L'église Saint-Vincent-de-Paul est une église catholique de Toulon dédiée à saint Vincent de Paul. Elle dépend du diocèse de Fréjus-Toulon. Elle se trouve dans le quartier de Montéty près de la gare SNCF, boulevard du commandant Nicolas.

## Histoire
En décembre 1852, les capucins prêchent une mission à Toulon pour les ouvriers; celle-ci rencontre aussi un certain écho auprès de notables, dont M. de Montéty. Ce dernier finance la construction d'une cité ouvrière, la cité Montéty, qui est inaugurée en 1860. La chapelle néogothique est consacrée en septembre 1864.
Les spiritains succèdent rapidement aux capucins, puis la chapelle est administrée par les salésiens. Ses locaux abritent ceux du petit séminaire de Brignoles de 1911 à 1919. Elle dépend de la paroisse Saint-Louis pendant la première partie du XXe siècle. Le quartier ayant vu sa population s'accroître, la chapelle est élevée en 1960 au statut d'église paroissiale sous le vocable de saint Vincent de Paul. Elle est agrandie en 1963.
Le chemin de croix en céramique est l'œuvre d'Henri Pertus en 1961. Les vitraux sont modernes, les derniers datant des années 2000 sont au-dessus du tympan et ont été réalisés d'après des dessins des paroissiens. L'intérieur se signale par son dépouillement et sa simplicité.

## Paroisse
La paroisse dessert, en plus de cette église, la chapelle de la Transfiguration, consacrée en 1968, et la chapelle Notre-Dame du Faron.
La paroisse est administrée par deux prêtres, deux frères et un laïc de la congrégation des missionnaires du Christ-Maître, fondée en Colombie en 1992, par le Père Ernesto Sardi.